# 南アフリカ放送協会

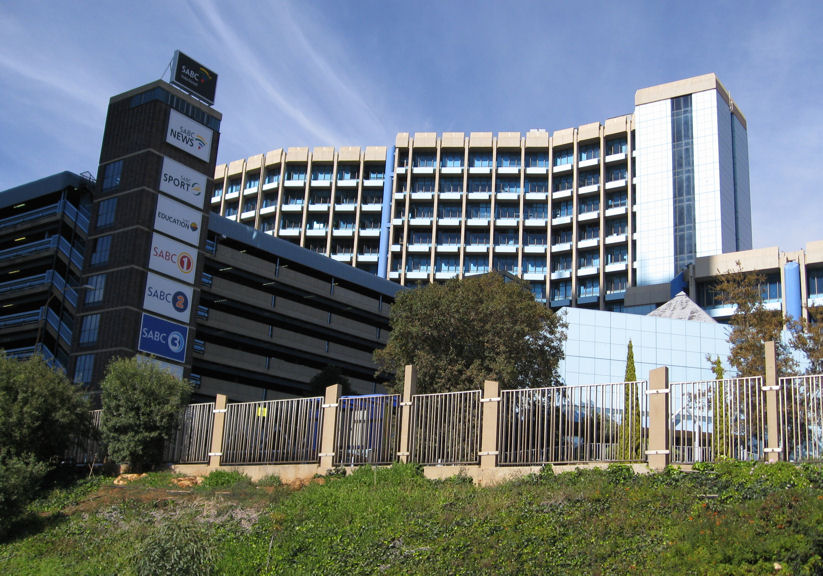
本部

南アフリカ放送協会（みなみ- ほうそうきょうかい、アフリカーンス語: Suid-Afrikaanse Uitsaaikorporasie、英語: South African Broadcasting Corporation, "SABC"）は、南アフリカ共和国ハウテン州ヨハネスブルグ市都市圏に本社を置く国営テレビ・ラジオ局である。

## 歴史
南アフリカのラジオの歴史は1923年からアフリカ放送協会に始まり、1936年、議会によってSABCが開局した。しかしテレビはかなり遅く、1976年に開局した。

## チャンネルの種類
- SABC1
- SABC2
- SABC3
- SABC Africa